# 実は私はらじお
『実は私はらじお』（じつはわたしはらじお）は、2015年7月4日から9月26日までラジオ大阪で放送されていたラジオ番組。HiBiKi Radio Stationでも配信された。パーソナリティは白神葉子役の芹澤優、紅本茜役のM・A・O。

## 概要
2015年7月から放送されたテレビアニメ『実は私は』のラジオ番組である。6月20日に開催されたアニメ第1話先行上映イベントにて、第1回放送分の公開録音が行われた。8月16日、コミックマーケット88にて公開録音が行われた。9月16日、ラジオCD収録用の公開録音が行われた。

## 番組内容

### コーナー
出典
ふつおた
普通のお便りを紹介するコーナー。
アナザル研究部
黒峰朝陽のあだ名「アナザル」に因んで、「穴のあいたザル」の可能性を研究するコーナー。
「実は私は話」
リスナーの秘密や懺悔などを「実は私は○○○」と告白してもらうコーナー。
「じつわたらじお新聞」
本当かどうかわからないゴシップ情報や知識を紹介するコーナー。
「実は私は嘘をついています。」
パーソナリティの一方がリスナーから送られてきたテーマに沿った嘘の話と本当の話をし、もう一方が「嘘の話」を当てるコーナー。

### テーマソング
オープニングテーマ「ひみつをちょーだい」
作詞：mitsuyuki miyake / 作曲：mitsuyuki miyake、Hiroto Suzuki / 編曲：Hiroto Suzuki / 歌：アルスマグナ
- テレビアニメ『実は私は』オープニングテーマ。

エンディングテーマ「言えない 言えない」
作詞：TOC / 作曲：TOC、DJ KATSU / 編曲：DJ KATSU、Shintaro "Growth" Izutsu / 歌：Hilcrhyme
- テレビアニメ『実は私は』エンディングテーマ。

### ゲスト
- 第1回（2015年7月4日） 公開録音（2015年6月20日） - 花江夏樹、水瀬いのり、上田麗奈、内田彩[1]
- 第7回・第8回（2015年8月15日・8月22日） - 花江夏樹[5][6]
- 第9回（2015年8月29日） 公開録音（2015年8月16日） - 水瀬いのり
- 第10回・第11回（2015年9月5日・9月12日） - 上田麗奈[7][8]

## 関連商品
- 「じつわたらじお」CD（2015年11月25日）[3]